# Čchen Čao-kchuej
Čchen Čao-Kchuej (1928, Čhen-ťia-kou, Che-nan, Čína – 1981, Ťiao-cuo, provincie Che-nan, Čínská lidová republika) byl čínský mistr bojového umění tchaj-ťi čchüan a příslušník 18. generace potomků rodiny Čchen z vesnice Čchen-ťia-kou. Nejmladší syn mistra Čchen Fa-kche (17. generace) (1887–1957). Jako jediný z jeho synů prošel výcvikem v bojovém umění tchaj-ťi čchüan stylu Čchen.

## Životopis

### Nová škola
Čchen Čao-Kchuej se narodil v Čchen-ťia-kou, ale již ve věku svých čtyř let (1932) následoval svého otce Čchen Fa-kchea do Pekingu a v Pekingu trávil i většinu svého života. Bojové umění se učil od svého otce, který rozvinul změny v některých pohybech „staré školy“ (lao-ťia) - a také jiné pohyby přidal. Tyto inovace udělaly cvičení živější, působivější, a také zvýšily jeho účinnost. Tak byly vytvořeny sestavy známé jako tzv. „nová škola“ (sin-ťia).

### Další techniky
Čchen Čao-Kchuej převzal upravené pohyby od svého otce a doplnil sestavu některými prvky z části bohatství technik čchin-na (technika „manipulace s klouby“; uchopovací a pákové techniky), jimiž byl pověstný, a také další dovednosti, včetně „tlačících rukou“. Čchen Čao-Kchuej věnoval svůj život výuce bojového umění Chen Tchaj-ťi čchüan a přenesl tak odkaz 17. generace přes problematické období čínské kulturní revoluce (v šedesátých letech a v začátku sedmdesátých let dvacátého století) a posléze jej předal 19. generaci.
A byl to právě Čchen Čao-Kchuej, kdo vrátil bojové umění (s důrazem na jeho bojový aspekt a bojové aplikace) zpět do vesnice Čchen-ťia-kou 

### Období Kulturní revoluce
Když byl Čchen Čao-Kchuej ve věku 38 let, propukla v Číně v roce 1966 tzv. Velká proletářská kulturní revoluce. Původně zamýšleným účelem měla být modernizace čínské společnosti, ale ve skutečnosti kulturní revoluce přivodila smrt stovkám tisíců lidí, kteří se stali oběťmi vraždění tzv. Rudých gard, rozvrat ekonomiky, všeobecný chaos a obrovské ztráty na kulturním dědictví Číny. Všemi respektovaný a vážený mistr Čchen Čao-pchi byl pranýřován, vystaven ponížení a pokořování. Chrám v Čchen-ťia-kou byl srovnán se zemí, umění tchaj-ťi čchüan bylo ve své kolébce zavrženo a označeno za dekadentní relikt minulosti. 
V roce 1969 skončilo nejhorší období čínské Kulturní revoluce, ale její vliv však i nadál trval prakticky až do Mao Ce-tungovy smrti v roce 1976. Přesto došlo již v roce 1972 k zásadnímu obratu v přístupu čínské vlády k bojovým uměním. Výkony herce, mistra a popularizátora bojových umění Bruce Lee navodily silnou vlnu všeobecného zájmu o čínská bojová umění. Bruce Lee přenesl téma hrdinského čínského kung-fu boje na novou úroveň „skutečných“ soubojů. Nastal „návrat ke kořenům“ - hledání starých čínských mistrů. Od roku 1972 se tak začala psát nová éra wu-šu v Číně, když čínská vláda (pod tlakem okolností) dala oficiální podnět k organizovanému cvičení wu-šu na všech úrovních. 

### Čtyři Buddhovi bojovníci
Po smrti mistra Čchen Čao-pchiho (na konci prosince roku 1972) se dalšího učení v Čchen-ťia-kou ujal mistr Čchen Čao-kchuej. V otevřené třídě každé ráno vyučoval své žáky a po večerech, vždy od šesti do sedmi, dával soukromé lekce speciální skupině chlapců, ve které byli:
- Ču Tchien-cchaj[5] (* 1944);[6]
- Čchen Siao-wang (* 1945);[6]
- Čchen Čeng-lej[5][6] (* 1949) a
- Wang Sien[5] (* 1944).[7][6][8][9]

### Čtyři tygři z Čchen-ťia-kou
Tato čtveřice jeho žáků (mistrů 19. generace tchaj-ťi čchüan stylu rodiny Čchen později získala věhlas a popularitu nejen v Číně, ale i za jejími hranicemi. Jsou nazýváni Čtyři Buddhovi bojovníci (s’ ta ťin) a jsou také někdy označovaní jako tzv. „čtyři tygři z Čchen-ťia-kou“. To oni jsou „formálními hlavami“ klanu Čchen a jsou nezpochybnitelnými představiteli tohoto stylu bojového umění. Bojovému umění Tchaj-ťi čchüan se věnovali od útlého dětství; všichni mají svoji školu, kterou vedou buď sami nebo jim pomáhá některý z jejich potomků; většina z nich jezdí po světě, kde šíří bojové umění tchaj-ťi čchüan.

### Návraty do Čchen-ťia-kou
Do vesnice Čchen-ťia-kou se Čchen Čao-Kchuej vracel několikrát. Poprvé to bylo v roce 1965, ale tehdy tam ještě nevyučoval. Na pozvání vesnické rady starších se tam vrátil v roce 1973, aby tam učil novou generaci žáků (to už bylo po smrti mistra Čchen Čao-pchi) a pak ještě v roce 1974 a naposledy pak vesnici Čchen-ťia-kou navštívil v roce 1976.
Během sedmdesátých let dvacátého století Čchen Čao-Kchuej uskutečnil více než 17 cest do Šanghaje, Čeng-čou, Ťiao-cuo, Š’-ťia-čuangu a Čchen-ťia-kou. Na většině těchto cest jej (až do smrti Čchen Čao-Kchuej v roce 1981) doprovázel i jeho jediný syn Čchen Jü (19. generace) a intenzivně se od svého otce učil.

### Žáci
Kromě výše uvedených Čtyř Buddhových bojovníků učil Čchen Čao-Kchuej i další studenty:
- Čchen Te-wan (Chen Dewan),[2]
- Čchen Li-čou (Chen Lizhou),
- Čang Mao-čen (Zhang Maozhen),[2]
- Čang Čchi-lin (Zhang Qilin),[2]
- Ma Chung (Ma Hong),
- Čchen Su-jing (Chen Suying),[2]
- Čchen Kuej-čen (Chen Guizhen),[2]
- Čchen Čchu-naj (Chen Chunai),[2]
- Čang Č’-ťün (Zhang Zhijun),[2]
- Chaj Jü-čching (Hai Yuqing),[2]
- Wan Wen-te (Wan Wende),[2]
- Tu Wen-cchaj (Du Wencai),[2]
- Čang Cchaj-ken (Zhang Caigen)[2]

a další.
Čchen Čao-Kchuej zemřel v roce 1981 ve věku 53 let ve městě Ťiao-cuo v provincii Che-nan.